# Diazòxid
El diazòxid és un activador de la bomba de potassi, que provoca relaxació local en els músculs llisos augmentant la permeabilitat de les membranes als ions de potassi. Això tanca la porta als canals d'ions de calci que inhibeixen la generació d'un potencial d'acció.

## Usos
S'utilitza com a vasodilatador en el tractament de la hipertensió arterial aguda i en la hipertensió maligna. També s'utilitza per disminuir la hipoglucèmia deguda nivells alts d'insulina a conseqüència de diferents trastorns, com per expemple, l'insulinoma (un tumor que produeix insulina).